# Флаг Омана
Флаг Султаната Оман (араб. علم سلطنة عُمان‎) состоит из трёх равновеликих горизонтальных полос белого, красного и зелёного цветов и более широкой вертикальной полосы красного цвета в левой части флага.
В верхнем левом углу флага помещена эмблема Омана — две скрещённые сабли с наложенным на них ханджаром — традиционным восточным кинжалом.

## Символика
Белый цвет символизирует мир и процветание, красный — борьбу с иностранными захватчиками, а зелёный — плодородие страны и сельское хозяйство.